# Kaz (músico)
Kazuhito Iwaike (岩池 一仁, Iwaike Kazuhito), conhecido pelo seu nome artístico K.A.Z, é um músico e compositor japonês. Ele é conhecido por seu trabalho com Oblivion Dust, Hide with Spread Beaver e Vamps.

## Carreira
K.A.Z originalmente queria ser baterista, mas bateria era um instrumento muito caro. Ele encontrou uma guitarra no quarto de sua irmã e começou a tocar quando ela não estava em casa.
K.A.Z foi guitarrista das bandas  Gemmy Rockets e The Lovers, antes de formar o Oblivion Dust em 1996. Em janeiro de 1998, ele entrou para a banda de apoio de hide, Spread Beaver ("hide with Spread Beaver"). Entretando não durou muito tempo em razão da morte de hide em 2 de maio, com K.A.Z tendo participação somente em duas músicas no álbum Ja, Zoo. Mesmo assim, Spread Beaver saiu em turnê em 1998, com a participação de K.A.Z. Ele e seus colegas de banda I.N.A. e D.I.E. remixaram uma música para o album Bastard Eyes do Zilch em 1999.
Em 2001, o ano em que o Oblivion Dust acabou, ele ajudou a arranjar a música "Tightrope" no single de estreia do baixista do L'Arc~en~Ciel, Tetsu.
Em 2002, K.A.Z formou durante um curto período de tempo o Spin Aqua com a cantora, atriz e ex-modelo Anna Tsuchiya. Depois de produzir três singles e um álbum, dispersaram-se em meados de 2004.
Ele começou a trabalhar com Hyde, o vocalista do L'Arc~en~Ciel em 2003, coarranjando todas as músicas do album 666. Ele foi co-arranjador e co-produtor do terceiro álbum solo de Hyde, Faith, e compôs cinco canções, incluindo o single "Season's Call". Ele também serviu como guitarrista suporte nas turnês de Hyde.
No final de 2004, K.A.Z criou a banda Sonic Storage com seu ex-colega da banda Spread Beaver I.N.A.. Ele também participou do álbum 7th Issue, de Seo Taiji.
Em 28 de junho de 2007, foi anunciado que o Oblivion Dust iria se reunir, e no início de 2008, K.A.Z e Hyde formaram o Vamps.
K. A. Z é também um compositor de trilhas para filmes para filmes, incluindo Detroit Metal City (2008) para a qual ele escreveu a faixa principal "Satsugai".